# Mlékojedy
Mlékojedy település Csehországban, a Litoměřicei járásban. Mlékojedy Žalhostice, Terezín, Lovosice és Litoměřice településekkel határos. Lakosainak száma 233 fő (2024. január 1.).

## Népesség
A település lakosságának változását az alábbi diagram mutatja:
| Lakosok száma | 348  | 409  | 450  | 300  | 228  | 183  | 212  | 226  | 240  | 233  |
|               | 1869 | 1890 | 1921 | 1950 | 1980 | 2001 | 2017 | 2019 | 2022 | 2024 |